# Amtsgericht Albersdorf
Das Amtsgericht Albersdorf war ein preußisches Amtsgericht mit Sitz in Albersdorf.

## Geschichte
Mit der Annexion Schleswig-Holsteins wurden 1867 in der nunmehr preußischen Provinz fünf Kreisgerichte und das übergeordnete Appellationsgericht Kiel eingerichtet. Als Eingangsgerichte wurden Amtsgerichte geschaffen, darunter das Amtsgericht Albersdorf als eines von 17 Amtsgerichten des Kreisgerichts Itzehoe. Den Gerichtssprengel bildete Die Kirchspielvogteidistrikte Tellingstedt und Albersdorf mit dem vorliegenden Eiderufer und den Kirchspielvogteidistrikt Nordhastedt.
Mit dem Inkrafttreten des deutschen Gerichtsverfassungsgesetzes am 1. Oktober 1879 wurden reichsweit einheitlich Amts-, Land- und Oberlandesgerichte geschaffen. Das Amtsgericht Albersdorf wurde dabei nicht mehr eingerichtet.